# Un beau jour de noces
 (juillet 2025).
Pour plus de détails, voir Fiche technique et Distribution.
Un beau jour de noces est un court métrage français réalisé par Maurice Cammage, sorti en 1932.
Précision : quand on regarde le film, le titre indiqué est en fait « Jour de Noces. »

## Synopsis
Le jour de son mariage, Gustave a des ennuis avec son pantalon. Le pressing où il va le faire nettoyer déchire le vêtement. La noce s'impatiente et la future belle-mère voit son gendre en caleçon dans les bras d'une grosse dame. Gustave arrive à voler le pantalon d'un agent qui se jette à sa poursuite parmi les attractions de Luna-Park.

## Fiche technique
- Titre original : Jour de Noces
- Titre alternatif : Un beau jour de noces
- Réalisation : Maurice Cammage
- Photographie : Georges Clerc
- Pays :  France
- Format : Noir et blanc - Son mono - 1,37:1
- Genre : Court métrage comique

## Distribution
- Fernandel : Gustave Dupont
- Paul Velsa : Louis
- Georges Bever : L'agent
- Monette Dinay : Marinette Devaux
- Anthony Gildès : Le maire
- Denise Becker Mme Devaux
- Gabrielle Fontan : Mme Mouchu